# Philodromus lunatus
Philodromus lunatus este o specie de păianjeni din genul Philodromus, familia Philodromidae, descrisă de Muster și Thaler în anul 2004. Conform Catalogue of Life specia Philodromus lunatus nu are subspecii cunoscute.